# Beatrix Ricziová
Beatrix Ricziová (* 1981 in Bratislava) ist eine slowakische Juristin. Sie ist seit dem 30. Juni 2022 Richterin am Gericht der Europäischen Union.

## Leben
An der Comenius-Universität Bratislava studierte Beatrix Ricziová Rechtswissenschaft und beendete das Studium 2005 mit dem Masterabschluss. 2012 erlange sie ebenfalls an der Comenius-Universität Bratislava den Doktorgrad in Rechtswissenschaften. Nach dem Abschluss ihres Masterstudiums wurde sie Juristin im Institut für Rechtsangleichung des Amtes der Regierung der Slowakei und war dort bis 2006 tätig. Nachdem sie zwischen 2007 und 2008 bereits als Juristin im Amt des Hauptbevollmächtigten der Slowakei für Verfahren vor den Gerichtshof der Europäischen Union tätig gewesen war, wurde sie 2009 selbst zur Hauptbevollmächtigten ernannt und übte diese Funktion bis 2022 aus. Zudem war Beatrix Ricziová auch Mitglied von verschiedenen Ausschüssen der slowakischen Regierung. Zum Beispiel gehörte sie von 2007 bis 2010 den Ständigen Ausschuss für Zivil- und Handelsrecht an und zwischen 2012 und 2016 dem Ausschusses für die Neukodifizierung des Zivilprozessrechts in der Slowakei.
Ab 2016 suchte die Slowakei nach einem passenden Bewerber für den ihnen zustehenden Posten des Richters am Gericht der Europäischen Union. Nachdem fünf von der slowakischen Regierung ins Rennen geschickte Kandidaten abgelehnt worden waren, schlug man im Jahr 2022 Beatrix Ricziová als Kandidatin vor. Sie wurde von den Vertreter der Regierungen der EU-Mitgliedstaaten am 29. Juni 2022 für die Amtszeit vom 30. Juni 2022 bis zum 31. August 2022 zur Richterin am Gericht der Europäischen Union gewählt. Ihre Ernennung erfolgte zur Richterin erfolgte am 6. Juli 2022. Am 11. Januar 2023 beschlossen die Vertreter der Regierungen der EU-Mitgliedstaaten rückwirkend die Verlängerung ihrer Amtszeit bis zum 31. August 2028.